# Bae In-hyuk
Bae In-hyuk (tiếng Hàn: 배인혁; Hanja: 裵吝赫; Hán-Việt: Bùi Lận Hách; sinh ngày 4 tháng 4 năm 1998) là một nam diễn viên người Hàn Quốc. Anh được biết đến với bộ phim My Roommate Is a Gumiho, XX và The Spies Who Loved Me.

## Điện ảnh

### Phim
| Năm  | Tựa đề    | Vai trò        | Ghi chú | Tham khảo |
| ---- | --------- | -------------- | ------- | --------- |
| 2019 | Love Buzz | Park Seung-jun |         | [ 4 ]     |

### Phim truyền hình
| Năm  | Tựa đề                              | Vai trò                 | Kênh     | Ghi chú    | Tham khảo |
| ---- | ----------------------------------- | ----------------------- | -------- | ---------- | --------- |
| 2019 | When You Love Yourself 2            | Ji-ho                   | vLive    | Web series | [ 5 ]     |
| 2019 | Triple Fling Season 2               | Shin Jeong-woo          | Naver TV | Web series | [ 6 ]     |
| 2019 | Teacher, Would You Like to Date Me? | Choi Jin-woo            | Naver TV | Web series | [ 7 ]     |
| 2019 | Kiss Scene in Yeonnamdong           | Han Yoon-woo            | YouTube  | Web series | [ 8 ]     |
| 2020 | XX                                  | Park Dan-hee / Danny    | MBC TV   | Web series | [ 9 ]     |
| 2020 | Men Are Men                         | Hwang Ji-woo lúc trẻ    | KBS2     |            | [ 10 ]    |
| 2020 | Was It Love?                        | Kiếm sĩ tiểu thuyết     | JTBC     |            | [ 11 ]    |
| 2020 | Kiss Goblin                         | Ban-sook / Kim Geon-woo | Naver TV | Web series | [ 12 ]    |
| 2020 | The Spies Who Loved Me              | Kim Young-goo           | MBC TV   |            | [ 13 ]    |
| 2021 | My Roommate Is a Gumiho             | Gye Sun-woo             | tvN      |            | [ 14 ]    |
| 2021 | At A Distance Spring Is Green       | Nam Soo-hyun            | KBS2     |            | [ 15 ]    |
| 2022 | Dưới bóng trung điện                | Thế tử                  | tvN      |            |           |

## Giải thưởng và đề cử
| Năm  | Giải thưởng                 | Thể loại               | Đề cử                  | Kết quả | Tham khảo     |
| ---- | --------------------------- | ---------------------- | ---------------------- | ------- | ------------- |
| 2020 | MBC Drama Awards lần thứ 39 | Diễn viên mới xuất sắc | The Spies Who Loved Me | Đề cử   | [ 16 ] [ 17 ] |